# ايمانويل غوميز
ايمانويل غوميز (بالإنجليزية: Emmanuel Gómez)‏ (20 ديسمبر 1990 ببانجول في غامبيا - ) هو لاعب كرة قدم غامبي في مركز الدفاع. شارك مع منتخب غامبيا تحت 20 سنة لكرة القدم ومنتخب غامبيا لكرة القدم. أما مع النوادي، فقد لعب مع نادي تورونتو وSamger FC ‏.

## وصلات خارجية
- ايمانويل غوميز على موقع الاتحاد الدولي (مؤرشف)  (الإنجليزية)
- ايمانويل غوميز على موقع الدوري الأمريكي (الإنجليزية)
- ايمانويل غوميز على موقع قاعدة بيانات كرة القدم.إي يو (الإنجليزية)
- ايمانويل غوميز على موقع ناشيونال فوتبول تيمز (الإنجليزية)